# Harm 't Hart
Harm 't Hart (1936 - 2023) was een Nederlands psycholoog en emeritus hoogleraar methoden en technieken aan de Universiteit Utrecht.
't Hart studeerde sociale psychologie aan de Universiteit van Amsterdam, en promoveerde hier in 1974 op het proefschrift "Selektie en zelf-selektie van informanten in enquêtes".
Na zijn studie begon hij als wetenschappelijk medewerker aan het Baschwitz Instituut voor massapsychologie en openbare mening. In 1983 werd hij hoogleraar methoden en technieken aan de Universiteit Utrecht. Hier deed hij onderzoek naar met name enquête - onderzoek.
Tot zijn promovendi behoort onder anderen Dorien DeTombe.

## Publicaties
Harm 't Hart schreef verschillende boeken en artikelen. Een selectie:
- 1974. Selektie en zelf-selektie van informanten in enquêtes,  Amsterdam: Baschwitz Instituut voor Massapsychologie en Openbare Mening.
- 1983. Vragen naar feiten, mogelijkheden en wensen, Utrecht: Instituut voor Pedagogische en Andragogische Wetenschappen.
- 1996. Onderzoeksmethoden. Met onder andere Martijn de Goede, Wim Jansen, Joop Hox en Ger Snijkers. Meppel: Boom.
- 2003. Praktijkgestuurd onderzoek: Methoden van praktijkonderzoek. Met Hans Landsheer en Martijn de Goede. Uitgever Stenfert Kroese, 2003.